# ۹۵۳ (خورشیدی)
۹۵۳ نهصد و پنجاه و سومین سال هجری خورشیدی است.